# Eduard Puig i Vayreda
Eduard Puig i Vayreda (Figueres, 1942- 16 d'abril de 2018) fou un enòleg, polític, escriptor i dinamitzador cultural i social català. Va ser alcalde (CiU) de la ciutat de Figueres entre els anys 1980 i 1983, durant el primer mandat municipal des de la restauració de la democràcia, període en què també va tenir les responsabilitats en matèria; a més de participar en actes d'important rellevància com la primera reunió de l'Assemblea de Catalunya a l'Empordà.
Pel que fa a l'àmbit professional, Puig Vayreda era llicenciat en Enologia per la Universitat Rovira i Virgili de Tarragona. En aquest sentit va ser director general l'INCAVI (1984-1990) o, entre d'altres. També fou director del Consell Regulador de la D.O. Empordà Costa Brava. Havia exercit com a professor a la Universitat de Girona. Va escriure llibres i articles sobre aquest àmbit, com ara L'Arribada de la fil·loxera : Figueres, capital de la fil·loxera : debats i discussions : 1878, 1879, un estudi publicat per l'Institut d'Estudis Empordanesos l'any 2014. El mateix any també és l'encarregat de pronunciar el pregó de la Festa de la Verema dedicada a la 30a Mostra del Vi de l'Empordà. Entre 1914 i 1917 fou codirector de la Càtedra de Viticultura i Enologia Narcís Fages de Romà de la Universitat de Girona, amb seu a Figueres. El 2018 publicà la monografia El Jardí de Dionís. L'entorn cultural del vi.
A més d'escriure sobre enologia també va publicar nombrosos articles de reflexió sobre l'Empordà, molts d'ells sota el pseudònim de Pere Carrer.
Pel que a la seva faceta cultural, Eduard Puig Vayreda va ser president de l'Institut d'Estudis Empordanesos (1991-2007); fundador i primer president de les Joventuts Musicals de l'Alt Empordà (1972-1979); membre del patronat de Santa Maria de Vilabertran; o, entre d'altres, fundador i vocal de la primera delegació comarcal d'Òmnium Cultural (1970-1977).

## Obra
- El Jardí de Dionís. Figueres: Brau Edicions, 2017. ISBN 978-84-15885-66-5
- Vuits i nous i cartes que no lliguen. Figueres : [l'autor], 2016. {{ISBN|9788460895084}}
- Des del banc del general : 1978-2011 : 33 anys mirant l'Empordà. Figueres : Brau, 2012. ISBN 9788496905801
- Espolla. En col·laboració amb Enric Bassegoda Pineda. Girona : Diputació de Girona, 2012. ISBN 9788496747845
- Escrits incidentals. Figueres : Brau, 2011. ISBN 9788496905719
- Cent anys de capitalitat cultural : Figueres segle xx : els referents. Figueres : Ajuntament de Figueres, 2009.
- El vi. Barcelona : UOC, 2009. ISBN 9788497887731
- La Vinya i el vi. Girona : Diputació de Girona : Fundació Caixa de Girona, 2008. ISBN 9788496747401
- La Cultura del vi. Barcelona : UOC, 2007. ISBN 9788497886369
- Entre bótes i porrons : 25 anys de la Venerable Confraria de la Bóta de Sant Ferriol d'Empordà. Figueres : Brau, 2007. ISBN 9788495946447
- L'Empordà i el seu vi. Figueres : Brau, 2004. ISBN 8495946327
- Homilies de la bóta : publicades amb motiu del XX aniversari de la Venerable Confraria de la Bóta de Sant Ferriol d'Empordà. Figueres : Venerable Confraria de la Bóta de Sant Ferriol d'Empordà, 2002. ISBN 8460759652
- Petita història del cava. Barcelona : Mediterrània, 1992. ISBN 8485984927
- Tres bodegons amb ampolla de vi. Figueres : Venerable Confraria de la Bóta de Sant Ferriol-Empordà, 1990.
- Vins i cellers : 19 diàlegs apassionats amb els pàmpols de l'Empordà. Figueres : Carles Vallès, 1990. ISBN 848587434X
- Celler Cooperatiu Ricardell 1934-1984 : 50 Aniversari. [Olot] : Alzamora, DL 1984.

OBRA COL·LECTIVA
- La garnatxa de l'Empordà i altres vins dolços empordanesos.[9] [S.l.] : LTA, 2014. ISBN 9788461719105